# 18th Conference of the International Woman Suffrage Alliance
18th Conference of the International Woman Suffrage Alliance var en internationell konferens som ägde rum i Aten i Grekland 1958. Det var den artonde internationella konferensen om kvinnors rättigheter som organiserades av International Alliance of Women. 